# Grande-Jamine
Grande-Jamine (Groot-Gelmen en néerlandais) est une section de la ville belge de Saint-Trond située en Région flamande dans la province de Limbourg. C'était une commune à part entière avant la fusion des communes de 1971 quand elle fusionne avec  Klein-Gelmen, Engelmanshoven et Gelinden formant ainsi la nouvelle commune de Gelmen. Lors de la fusion des communes de 1977 cette dernière fut dissoute et Grande-Jamine devient une section de Saint-Trond.

## Démographie

### Évolution démographique
- Sources : INS, Rem. : 1831 jusqu'en 1970 = recensements